# Malaisemyia schmidiana
Malaisemyia schmidiana är en tvåvingeart som beskrevs av Alexander 1967. Malaisemyia schmidiana ingår i släktet Malaisemyia och familjen hårögonharkrankar. Inga underarter finns listade i Catalogue of Life.